# 三波伸介のチャンネル・インベーダー
『三波伸介のチャンネル・インベーダー』（みなみしんすけのチャンネル・インベーダー）は、1979年7月5日から同年9月27日までフジテレビ系列局で放送されていたフジテレビ製作のバラエティ番組である。全9回。放送時間は毎週木曜 20:00 - 20:54 （日本標準時）。

## 概要
前番組『満員御礼!三波伸介一座』から引き続き三波伸介を起用した番組。「インベーダー」というタイトルは、当時流行していた『スペースインベーダー』ならびにその模倣商品群を指す「インベーダーゲーム」から取ったものである。
番組は2部構成で、第1部では名作のパロディコントを、第2部では変わった特技を持つ子供たちをスタジオに招く「伸介のスーパーちびっこ」を行っていた。

## 出演者
- 三波伸介
- 高木洋子
- 亀井光代
- 佐藤蛾次郎
- 栗田ひろみ
- 芦屋雁之助

## サブタイトル
1. あまのはごろも
2. どっきりドラマ駅馬車
3. 吸血鬼ドラキュラ!!
4. 宝島、海賊大作戦!!
5. スーパーマン
6. 花嫁の父
7. 太めのゴッド・ファーザー
8. 孫悟空
9. カラテ対怪獣ドラゴン

## 参考資料
- 朝日新聞縮刷版[どれ?]

| フジテレビ系列 木曜20:00枠                             | フジテレビ系列 木曜20:00枠                                          | フジテレビ系列 木曜20:00枠                        |
| 前番組                                                 | 番組名                                                              | 次番組                                            |
| ------------------------------------------------------ | ------------------------------------------------------------------- | ------------------------------------------------- |
| 満員御礼!三波伸介一座 （1979年4月5日 - 1979年6月21日） | 三波伸介のチャンネル・インベーダー （1979年7月5日 - 1979年9月27日） | 手錠をかけろ! （1979年10月18日 - 1979年12月27日） |